# 절충주의
절충주의(折衷主義)란 각종 사상 가운데 진리라고 여겨지는 내용을 절충하고 조화함으로써 학설을 만들어가는 사상 혹은 경향을 의미한다. 3세기 알렉산드리아 학파, 17세기 후반/18세기 초 라이프니츠의 학설, 19세기 초/중반 쿠쟁(fr)의 학파가 대표적인 예라고 할 수 있다. 절충주의는 서로 다른 체계들 사이의 모순을 해결하지 않은 채 남겨놓기 때문에, 서로 다른 체계들을 융합하거나 결합하려 하는 혼합주의와는 다르다.

## 헬레니즘 철학
기원전 2세기경부터 처세상의 지침을 부여하는 것을 목적으로 한 일종의 핸드북과 같은 것이 유행되었다고 전해지는데 각 학파의 관심이 점차로 독자적 사상을 전개하는 것보다 오히려 일반 사람들의 교화에 힘쓰게 되었다는 것을 반영한다. 더욱이 이 배후에는 당시 각 학파에게 이미 독창성을 표방하지 못하게 되는 사정이 있었다. 그 때문에 각 학파는 학조(學祖)라고도 할 인물로 환귀하여 재해석(再解釋)으로 시종하든가 또는 통속철학에 철저하든가 두 가지 길 이외에는 학파의 존재 의의를 발견하고 존속을 꾀할 수가 없게 되었다.

통속철학으로의 길을 더듬게 된 데에는 문화의 중심무대가 로마로 옮겨감에 따라 로마의 현실적인 국민성에 따라, 각 학파는 세력을 확장하기 위해서는 엄밀·추상적인 이론을 전개하는 것보다 오히려 현실에 대한 각각의 신봉하는 사상적 유효성, 적절성을 역설할 필요가 있었음을 생각할 수 있다. 이상 두 가지 길 중 어느 것을 택할 것인가에 관해서는 각 학파간에 정도의 차이가 엿보이며, 또 동일 학파 내에서도 그것을 둘러싸고 분열이 생기는 경우가 있었다.
가령 '아카데메이아'의 경우 플라톤으로 돌아가 그것에 충실하려고 하는 그룹(플라토니코이＝플라톤 일문)과의 대립이 일어났다. 이러한 풍조와 더불어 각 학파는 점차 변질하여 종래의 학파간의 한계가 해체되는 결과가 빚어졌다. 그리고 각 학파는 각자의 교설(敎說)의 기원을 되도록 옛날로 소급하여 거기서 권위를 구하려 하였다.
철학자는 어떠한 의견을 펼 때에는 언제나 고전을 참조하여 전거로 삼으려 했다. 그 결과 기원전 2세기경부터 과거 철학자의 교설을 집성한 '학설지(學說誌)'나 플라톤 또는 아리스토텔레스의 주해·전집의 편집과 같은 활동이 성행했다. 철학 분야 이외에도 마르쿠스 바로와 같이 로마의 종교·사회제도·언어·관습과 같은 모든 분야에 관한 고사내력(古事來歷)을 집성·고증한 백과전서적 저술가가 출현하고 있다.
절충주의는 이와 같은 소위 상고주의(尙古主義)라고도 할 풍조와 표리 관계에 있다. 절충주의의 구체적 내용은 각 학파에 따라 다른데, 여하튼 자기 학파의 사상을 중심으로 다른 학파의 사상을 흡수, 절충하려 하고 있다. 그 근저에는 학파간의 차이는 명목적인 것에 지나지 않고 결국은 하나의 근원으로 환원되어 근본이 일치한다는 상고주의적 발상이 있게 되는 것이다.
아리스토텔레스의 논리학을 이용하여 플라톤의 2원론적 세계관에 스토아 학파의 윤리학을 엮어 넣으려고 한 후기 아카데메이아, 특히 아스칼론의 안티오코스(el)는 당시 절충주의의 전형을 나타낸다. 그의 제자 키케로는 《아카데미카》 , 《최고의 선과 악에 관하여》 등의 저작 가운데서 스승의 설을 소개하고 있다. 이와 같은 생각은 극단적인 경우 단지 당시 제 학파간의 학설상 차이를 절충, 해소해 버릴 뿐만 아니라 플라톤과 아리스토텔레스 사이의 근본적 대립마저도 소멸시켜 후자를 전자 속에 전적으로 환원시키는 시도조차 행해지고 있다.
플라톤의 사상을 중심으로 다른 여러 가지 사상을 절충화하려는 경향은 아카데메이아뿐만 아니라 중기 이후의 스토아 학파에도 엿보이고, 후일 기원 1세기 후반경에 플루타르코스 등에서 볼 수 있는 플라톤주의의 부흥이라고도 할 현상으로 계승되어, 3-4세기의 '신플라톤주의'에서 체계화되고 결실을 보았다.
다른 한편 아리스토텔레스를 중심으로 여러 사상을 절충화하려는 시도가 없는 것은 아니다. 갈레노스는 본시 담즙·점액과 온·냉·한·난의 짝지음에 의해 독특한 병인론(病因論)을 전개한 의학자였다. 그리고 의학론의 입장에서 아리스토텔레스의 학설에 대한 공감과 스토아에 대한 반감을 품고, 《히포크라테스와 플라톤의 학설에 관하여》, 《율리아노스 반론: Against Julianus》 등의 저작 속에 여러 사람의 학설을 인용하면서 독자적 절충주의를 전개하고 있다.

## 같이 보기
- 헬레니즘 철학
- 알렉산드리아 교리학교
- 알렉산드리아 학파